# Филд, Вирджиния
Вирджиния Филд (англ. Virginia Field, 4 ноября 1921 — 2 января 1992) — англо-американская актриса.

## Биография
Маргарет Синтия Филд родилась в Лондоне. Её отец был судьёй английского округа Лайсистер, а мать была кузиной Роберта Э. Ли.
Начав сниматься, Маргарет поменяла имя на Вирджиния. Она снялась более чем в сорока картинах, включая «Мост Ватерлоо» (1940), «Гудзонов залив» (1941) и «Янки при дворе короля Артура» (1949). В конце 1930-х годов она снялась в серии фильмов компании «20th Century Fox» про мистера Мото.
Филд была трижды замужем. Её мужьями были актёры Пол Дуглас, от которого в 1945 году она родила дочь Маргарет Филд Дуглас, и Уиллард Паркер. Актриса скончалась от рака 2 января 1992 года в возрасте 74 лет в Палм-Дезерт. Тело было кремировано, а прах развеян над морем. Её вклад в киноиндустрию США отмечен звездой на голливудской «Аллее славы».

## Избранная фильмография
| Год       |   | Русское название              | Оригинальное название                       | Роль              |
| --------- | - | ----------------------------- | ------------------------------------------- | ----------------- |
| 1934      | ф | Так хочет женщина             | The Lady Is Willing                         | служанка          |
| 1936      | ф | Маленький лорд Фаунтлерой     | Little Lord Fauntleroy                      | мисс Херберт      |
| 1937      | ф | Лондон в ночи                 | London by Night                             | Бесси             |
| 1937      | ф | Али-баба едет в город         | Ali Baba Goes to Town                       | Дина              |
| 1937      | ф | Чарли Чан в Монте Карло       | Charlie Chan at Monte Carlo                 | Эвелин Грей       |
| 1939      | ф | Вечно ваш                     | Eternally Yours                             | Лола де Вер       |
| 1940      | ф | Мост Ватерлоо                 | Waterloo Bridge                             | Китти             |
| 1940      | ф | Танцуй, девочка, танцуй       | Dance, Girl, Dance                          | Элинор Харрис     |
| 1941      | ф | Гудзонов залив                | Hudson’s Bay                                | Нелл Гвин         |
| 1941      | ф | Нокаут                        | Knockout                                    | Глория Ван Несс   |
| 1943      | ф | Солдатский клуб               | Stage Door Canteen                          | в роли самой себя |
| 1946      | ф | Идеальный брак                | The Perfect Marriage                        | Глория            |
| 1946      | ф | Дама, далёкая от совершенства | The Imperfect Lady                          | Роуз Бриджес      |
| 1947      | ф | Повторное исполнение          | Repeat Performance                          | Пола Костелло     |
| 1948      | ф | Свидание с тенью              | Appointment with a Shadow                   | Флоренс Нэпп      |
| 1948      | ф | Янки при дворе короля Артура  | A Connecticut Yankee in King Arthur’s Court | Моргана ле Фэй    |
| 1950      | ф | Наберите 1119                 | Dial 1119                                   | Фредди            |
| 1958—1966 | с | Перри Мейсон                  | Perry Mason                                 | разные персонажи  |